# Caricature québécoise
Dans l'historiographie, la caricature québécoise désigne généralement la caricature créée et publiée au Québec. Celle-ci peut être caractérisée comme un hybride entre deux principales écoles de caricature mondiale, celles d'Angleterre et de France.
Au Québec, les premières caricatures publiées dans des journaux sont apparues au milieu du XIXe siècle, l'une des premières d'entre elles étant attribuées à William Leggo en 1850. Parmi les caricaturistes connus de l'histoire du Québec, figurent Jean-Baptiste Côté, Hector Berthelot, Henri Julien, Raoul Barré, Albéric Bourgeois, Arthur Lemay et James McIsaac ou, plus récemment, Albert Chartier, Raoul Hunter, Robert LaPalme, Roland Berthiaume (Berthio), Normand Hudon, Jean-Pierre Girerd, Serge Chapleau, Terry Mosher (Aislin) et Michel Garneau (Garnotte),, Aline Cloutier.

## Censure
La caricature est souvent victime de l'oppression du clergé; de nombreux exemples en témoignent. L'album de caricature de Joseph Charlebois, La Bêche, a fait d'une critique acerbe de la part de la Semaine religieuse de Montréal.